# 陈维仁 (1924年3月)
陈维仁（1924年3月—），男，云南武定人，中华人民共和国政治人物，曾任中共中央党校进修部主任、副校长。